# Fell on Black Days
«Fell on Black Days» es uno de los sencillos extraídos del álbum Superunknown de Soundgarden. La canción ha sido editada como sencillo numerosas veces, cada una de ellas con diferentes caras B.
En el vídeo musical de la canción aparece la banda interpretando la canción en el estudio de grabación con Brendan O'Brien como productor. Fue grabado por Jake Scott.
Después del 11 de septiembre de 2001, Clear Channel incluyó esta canción en su lista de canciones inapropiadas.
- Datos: Q2733444